# Козловка (Крым)
Козло́вка (до 1948 года Шейх-Эли́; укр. Козлівка, крымскотат. Şeyh Eli, Шейх Эли) — исчезнувшее село в Белогорском районе Республики Крым, на территории Зеленогорского сельсовета. Располагалось на юго-западе района, в горах Внутренней гряды Крымских гор, на месте современного села Яковлевка (видимо, при переименовании опустеших после войны сёл, произошла ошибка, случавшаяся в Крыму и, расположенные рядом Шейх-Эли и Казы-Эли спутали — исторически Казы-Эли (Яковлевка) находилась метрах в 300 юго-западнее).

## История
Первое документальное упоминание села встречается в Камеральном Описании Крыма… 1784 года, судя по которому, в последний период Крымского ханства Шейхели входил в Аргынский кадылык Карасубазарского каймаканства. После присоединения Крыма к России (8) 19 апреля 1783 года, (8) 19 февраля 1784 года, именным указом Екатерины II сенату, на территории бывшего Крымского Ханства была образована Таврическая область и деревня была приписана к Симферопольскому уезду. После Павловских реформ, с 1796 по 1802 год, входила в Акмечетский уезд Новороссийской губернии. По новому административному делению, после создания 8 (20) октября 1802 года Таврической губернии, Шейх-Эли был включён в состав Аргинской волости Симферопольского уезда.
По Ведомости о всех селениях в Симферопольском уезде состоящих с показанием в которой волости сколько числом дворов и душ… от 9 октября 1805 года в деревне Шейх-Эли числилось 7 дворов и 46 жителей, исключительно крымских татар. На военно-топографической карте генерал-майора Мухина 1817 года Шейх-Эли обозначена с 8 дворами. После реформы волостного деления 1829 года Шеих Эли, согласно «Ведомости о казённых волостях Таврической губернии 1829 года», остался в составе преобразованной Аргинской волости. На карте 1836 года в деревне 9 дворов, а на карте 1842 года деревня Шейх-Эли обозначена условным знаком «малая деревня», то есть, менее 5 дворов.
В 1860-х годах, после земской реформы Александра II, деревню приписали к Зуйской волости. В «Списке населённых мест Таврической губернии по сведениям 1864 года», составленном по результатам VIII ревизии 1864 года, Шейх-Эли — владельческая татарская деревня с 12 дворами, 70 жителями и мечетью при фонтане.  По обследованиям профессора А. Н. Козловского начала 1860-х годов, в селении имелись колодцы с пресной водой глубиной 3—7 саженей. На трёхверстовой карте Шуберта 1865—1876 года в деревне Шейх-Эли обозначено 9 дворов. В «Памятной книге Таврической губернии 1889 года» по результатам Х ревизии 1887 года записаны Шейх-Эли с 12 дворами и 69 жителями.
После земской реформы 1890-х годов деревня осталась в составе преобразованной Зуйской волости. Согласно «…Памятной книжке Таврической губернии на 1892 год», в деревне Шеих Эли, входившей в Аргинское сельское общество, было 95 жителей в 13 домохозяйствах, все безземельные. На подробной карте 1893 года в деревне обозначено 19 дворов с татарским населением По «…Памятной книжке Таврической губернии на 1902 год» в деревне Шейх-Эли, входившей в Аргинское сельское общество, числилось 99 жителей в 13 домохозяйствах. В Статистическом справочнике Таврической губернии 1915 года в Зуйской волости Симферопольского уезда и в Списке населённых пунктов Крымской АССР по Всесоюзной переписи 17 декабря 1926 года в составе Карасубазарского района Шейх-Эли, по неизвестной пока причине, не значится, но село существовало, так как обозначалось на картах 1922 и 1936 года. В период оккупации Крыма, 17 и 18 декабря 1943 года, в ходе операций «7-го отдела главнокомандования» 17 армии вермахта против партизанских формирований, была проведена операция по заготовке продуктов с массированным применением военной силы, в результате которой село Шейх-Эли было сожжено и все жители вывезены в Дулаг 241.
В 1944 году, после освобождения Крыма от нацистов, С 25 июня 1946 года селение в составе Крымской области РСФСР. 12 августа 1944 года было принято постановление № ГОКО-6372с «О переселении колхозников в районы Крыма», в исполнение которого в район завезли переселенцев: 6000 человек из Тамбовской и 2100 — Курской областей, а в начале 1950-х годов последовала вторая волна переселенцев из различных областей Украины. Указом Президиума Верховного Совета РСФСР, от 18 мая 1948 года, было переименовано в Козловку. 26 апреля 1954 года Крымская область была передана из состава РСФСР в состав УССР. Упразднено до 1960 года, поскольку в «Справочнике административно-территориального деления Крымской области на 15 июня 1960 года» селение уже не значилось (согласно справочнику «Крымская область. Административно-территориальное деление на 1 января 1968 года» — в период с 1954 по 1968 годы).

### Динамика численности населения
| - 1805 год — 46 чел. - 1864 год — 70 чел. - 1889 год — 69 чел. | - 1892 год — 95 чел. - 1902 год — 99 чел. |